# فرد ديكر
فرد ديكر (بالإنجليزية: Fred Dekker)‏ هو كاتب سيناريو وكاتب ومخرج أمريكي، ولد في 9 أبريل 1959 في سان فرانسيسكو في الولايات المتحدة.

## وصلات خارجية
- فرد ديكر على موقع IMDb (الإنجليزية)
- فرد ديكر على موقع ألو سيني (الفرنسية)
- فرد ديكر على موقع أول موفي (الإنجليزية)
- فرد ديكر على موقع قاعدة بيانات الأفلام السويدية (السويدية)
- فرد ديكر على موقع قاعدة بيانات الفيلم (الإنجليزية)
- فرد ديكر على موقع كينوبويسك (الروسية)